# ویلهلم بورگدورف
ویلهلم بورگدورف (به آلمانی: Wilhelm Burgdorf) (۱۵ فوریه ۱۸۹۵ – ۲ مه ۱۹۴۵) یک نظامی بلندپایه آلمانی در دوره رایش سوم بود که فرماندهی و ریاست یگان‌ها و ستادهای مختلفی را در طول جنگ جهانی دوم بر عهده داشت. بورگدورف به عنوان یکی از وفادارترین افسران ورماخت، از روز ۱ اکتبر سال ۱۹۴۴ رئیس دفتر پرسنل نیروی زمینی و همچنین آجودان هیتلر در امور نیروی زمینی بود و تا پایان جنگ با پیشوا باقی ماند.

## سال‌های اولیه
ویلهلم بورگدورف روز ۱۵ فوریه سال ۱۸۹۵ در فورستنوالده/اشپری زاده شد. روز ۳ اوت سال ۱۹۱۴، مصادف با روزهای آغازین جنگ جهانی اول، به عنوان افسر دانشجو به نیروی زمینی امپراتوری آلمان پیوست و در هنگ ۱۲ گرنادیر از لشکر پنجم پیاده‌نظام قرار گرفت. خدمت بورگدورف از سال ۱۹۱۵ با دریافت درجه ستوان دومی آغاز و او در جبهه شرقی وارد کارزار شد. او در جایگاه آجودان گردان فوسیلیر خود قرار داشت. رزمگاه در جبهه غربی را نیز در فرانسه و بلژیک در نبردهای وردن و سم تجربه کرد. بورگدورف به عنوان آجودان یک هنگ منصوب شد و تا پایان جنگ در این جایگاه به رزم در نواحی آلزاس، کامپانیه، روسیه و ایتالیا پرداخت.
پس از جنگ به رایشسور پیوست و آجودان هنگ‌های ۵۴ و ۱۰ گرنادیر شد. مدتی بین سال‌های ۱۹۲۰ و ۱۹۲۳ یک دسته را در هنگ ۸ پیاده‌نظام فرماندهی کرد. اوایل سال ۱۹۲۳ آجودان گردان ۱ این هنگ شد. پاییز همان سال دوره آموزش ستاد کل را آغاز نمود. ترفیع بورگدورف به درجه ستوان یکمی تا سال ۱۹۲۵ به طول انجامید. پس از پایان دوره آموزشی به هنگ ۸ پیاده‌نظام بازگشت و تا سال ۱۹۳۳ در جایگاه‌های افسر ارتباطات، آجودان هنگ و فرمانده گروهان قرار گرفت. سال‌های ۱۹۳۴ تا ۱۹۳۶ را در ستاد لشکر چهارم پیاده‌نظام در درسدن خدمت کرد. اواخر این سال رئیس ستاد منطقه نظامی شماره ۹ در کاسل بود. سال‌های ۱۹۳۰ به درجه سروانی، ۱۹۳۵ درجه سرگردی و اوت ۱۹۳۸ درجه سرهنگ دومی ترفیع گرفت.

## ورماخت
روزهای آغازین جنگ جهانی دوم آجودان سپاه ۹ در جبهه غربی بود. پس از نبرد فرانسه به فرماندهی هنگ ۵۲۹ پیاده‌نظام منصوب شد و در جریان تهاجم به غرب در سال ۱۹۴۰ این یگان را در بلژیک و فرانسه هدایت کرد. ماه سپتامبر سال ۱۹۴۰ به درجه سرهنگ تمامی نائل آمد. با همین هنگ در تهاجم به شوروی از سال ۱۹۴۱ تا ماه آوریل سال ۱۹۴۲ در قسمت مرکزی جبهه شرقی حضور یافت. بورگدورف ماه مه سال ۱۹۴۲ به ریاست بخشی در دفتر پرسنل نیروی زمینی در فرماندهی عالی ورماخت رسید. روز ۱ اکتبر همان سال به درجه سرتیپی ارتقا یافت و نایب رئیس دفتر پرسنل نیروی زمینی شد. ماه اکتبر سال ۱۹۴۳ به درجه سرلشکری رسید. پایبندی آشکار به حزب ناسیونال سوسیالیست نقش بسزایی در این پیشرفت‌های سریع داشت.
در پی مرگ سپهبد رودولف اشمونت در اثر انفجار در قرارگاه پیشوا در جریان کودتای ۲۰ ژوئیه سال ۱۹۴۴، بورگدورف به عنوان جانشین او به ریاست دفتر پرسنل نیروی زمینی و همچنین آجودان هیتلر در امور نیروی زمینی منصوب شد. در این جایگاه وارد حلقه داخلی هیتلر گشت. در جریان پاکسازی عوامل کودتا، بورگدورف به عنوان فردی وفادار به حاکمیت در مأموریتی سری از جانب فیلدمارشال ویلهلم کایتل، موظف به ابلاغ پیام به فیلدمارشال اروین رومل که تصور می‌شد در کودتا نقش داشته‌است، مبنی بر انتخاب بین خودکشی یا محاکمه در دادگاه خلق شد. بورگدورف به همراه سرلشکر ارنست مایزل، معاون خود، روز ۱۴ اکتبر با یک نامه و یک جعبه سَم به خانه رومل در هرلینگن رفت. رومل نزد او اذعان به توطئه برای خلع هیتلر کرد تا بورگدورف گزینه‌های مقرر شده را به او ارائه کند. رومل خودکشی را برگزید و به زندگی خود پایان داد.
ترفیع درجات:
- ۱۸ آوریل ۱۹۱۵: ستوان دوم
- ۱ ژوئن ۱۹۲۵: ستوان یکم
- ۱ فوریه ۱۹۳۰: سروان
- ۱ نوامبر ۱۹۳۵: سرگرد
- ۱ اوت ۱۹۳۸: سرهنگ دوم
- ۱ سپتامبر ۱۹۴۰: سرهنگ
- ۱ اکتبر ۱۹۴۲: سرتیپ
- ۱ اکتبر ۱۹۴۳: سرلشکر
- ۹ نوامبر ۱۹۴۴: سپهبد (ژنرال پیاده‌نظام)

بورگدورف روز ۱ نوامبر سال ۱۹۴۴ به درجه سپهبدی (ژنرال پیاده‌نظام) ترفیع گرفت. به توصیه او سپهبد هانس کربس ماه مارس سال ۱۹۴۵ جایگزین ارتشبد هاینتس گودریان در ریاست ستاد کل نیروی زمینی شد. دو ماه پایانی جنگ تلاش زیادی کرد اوضاع را در بخش مربوط به خود به سامان نگاه دارد. با وجود غضب هیتلر در این زمان نسبت به بسیاری از افسران ورماخت و حتی اس‌اس، هیچ نشانه‌ای از بروز چنین رفتاری از طرف او در برابر بورگدورف نقل نشده‌است. بورگدورف تا به آخر نسبت به هیتلر و رایش سوم وفادار باقی ماند. او از کسانی بود که در روزهای پایانی در پناهگاه هیتلر حضور داشت. پیش از رسیدن نیروهای ارتش سرخ به این محل، غالباً عقیده بر این است که سپهبد ویلهلم بورگورف روز ۱ مه سال ۱۹۴۵ با شلیک یک گلوله خودکشی کرده‌است. جسد او در آشفتگی سقوط برلین مفقود شد و آرامگاه او مشخص نیست.